# Berliner Architekturwelt
Die Berliner Architekturwelt war eine Fachzeitschrift mit dem Nebentitel Baukunst, Malerei, Plastik und Kunstgewerbe der Gegenwart, die zwischen 1898 und 1919 in Berlin erschien, und sich speziell der Darstellung Berliner Bauten und den Arbeiten dort lebender Architekten widmete. Die Zeitschrift wurde von den Architekten Heinrich Jassoy, Adolf Hartung, Ernst Spindler (bis 1914), Bruno Möhring (bis 1914) und Hans Schliepmann (Alleinherausgeber 1914 bis 1919) unter Mitwirkung der Vereinigung Berliner Architekten geleitet und erschien im Ernst Wasmuth Verlag.
Ein Jahrgang begann mit dem April-Heft als Heft 1 und endete mit dem März-Heft des folgenden Kalenderjahrs als Heft 12.
Mit Ende des Ersten Weltkriegs kam im Zuge der wirtschaftlichen Umstände die repräsentative Bautätigkeit in Berlin zum Erliegen, sodass die Zeitschrift sich ökonomisch nicht länger trug. Aufgrund der bestehenden Papierknappheit war der herausgebende Verlag gezwungen, sein Programm zu reduzieren und verzichtete auf die Berliner Architekturwelt zugunsten von Wasmuths Monatsheften.
Die Zeitschrift hat bis heute einen historischen Wert. Die reich bebilderten Ausgaben illustrieren die Blütezeit der Berliner Architektur und des zeitgenössischen Kunsthandwerkes und dokumentieren insbesondere zahlreiche durch die Zerstörungen des Zweiten Weltkrieges verlorene Bauwerke.